# Steinkiste von Blakey Tor

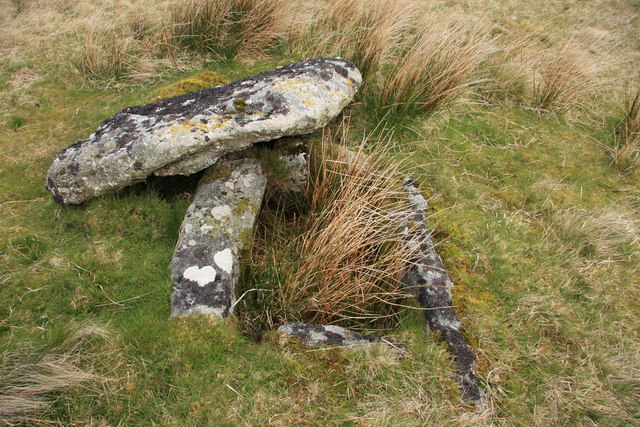
Steinkiste von Blakey Tor

Die Steinkiste von Blakey Tor (auch Blakey Tor West genannt) liegt etwa südlich von Two Bridges, einem Weiler östlich von Princetown in Devon in England. 
Die Nordwest-Südost orientiert trapezoide Steinkiste ist etwa 0,85 m lang, 0,4 bis 0,55 m breit und innen 0,25 m tief. Die Seitenplatte im Westen misst 0,9 × 0,2 × 0,25 m. Die beiden Endplatten messen etwa 0,4 × 0,2 × 0,25 m. Die Ostseite wird durch einen einseitig flachen Felsblock gebildet, der 1,1 m lang, 0,25 m dick und mindestens 0,6 m hoch ist. Der 1,7 × 0,7 × 0,4 m messende verlagerte Deckstein lehnt sich quer gegen eine Seitenplatte. 
Die Steinkiste liegt in einem unregelmäßig geformten Cairn an einem leichten Nordwesthang des Tor.
In der Nähe liegen die Steinkisten Crock of Gold und Roundhill Summit. 